# Fang (gruppo musicale)
I Fang sono un gruppo punk rock ed hardcore punk statunitense formatosi agli inizi degli anni ottanta.

## Storia del gruppo
Nati a Berkeley, si sciolsero nel 1989, dopo che il leader Sam McBride fu arrestato per aver ucciso la sua fidanzata, Dixie Lee Carney. Nel 1995 McBride fu scarcerato e, cambiato nome in Sammytown, riunì la band.

## Formazione

### Formazione attuale
- Chris Wilson - basso
- Greg Langston - batteria
- Sam McBride - voce

### Ex componenti
- Bill Collins - chitarra, cori
- Jim Martin - chitarra
- Joe Miller - basso
- Tim Stiletto - batteria
- Tom Flynn - chitarra

## Discografia

### Album studio
- 1985 - Where the Wild Things Are (Boner Records)
- 1986 - Spun Helga (National Trust Records)
- 1987 - A Mi Ga Sfafas (Boner Records)
- 1998 - American Nightmare (Wingnut Records)

### Singoli
- 1981 - Enjoy the View/Yukon Fang (Not On Label)
- 1997 - Hair of the Dog (Man's Ruin Records)

### EP
- 1983 - Landshark (Boner Records)

### Raccolte
- 1989 - Landshark/Where the Wild Things Are (Boner Records)

## Curiosità
- Nell'album raccolta Shenanigans, i Green Day hanno reinterpretato la canzone dei Fang I Want to Be on TV